# Zwölferholz-Haid
Das Natur- und Landschaftsschutzgebiet Zwölferholz-Haid liegt auf dem Gebiet der Gemeinde Merdingen und der Stadt Breisach am Rhein im Landkreis Breisgau-Hochschwarzwald in Baden-Württemberg.
Das Gebiet erstreckt sich nordöstlich, östlich, südöstlich und südlich von Gündlingen, einem Stadtteil von Breisach am Rhein, zu beiden Seiten der Landesstraße L 134. Durch den östlichen Teil des Gebietes verläuft die Kreisstraße K 4979, westlich die B 31, nordöstlich die K 4930 und östlich die K 4931.

## Bedeutung
Das 338,2 ha große Naturschutzgebiet steht seit dem 17. November 2017 unter der Kenn-Nummer 3.590 unter Naturschutz. Es handelt sich um ein „ausgedehntes Waldgebiet auf der Niederterrasse des Rheins mit einer Vielzahl seltener und gefährdeter Tier- und Pflanzenarten, insbesondere mit zahlreichen Frühjahrsgeophyten. “
Die beiden Teilgebiete werden durch ein dienendes Landschaftsschutzgebiet verbunden und ergänzt.